# Sveriges historia 1968–1991
Sveriges historia 1968–1991 är Sveriges historia från början av 1968 till Regeringen Carl Bildts tillträde hösten 1991. Året 1968 (se 68-vänstern) var ett tumultartat år där politiska övertygelser resulterade i uppkomsten av rörelser som FNL-rörelsen men även uppkomsten av nya partier som delvis övervakades från myndigheternas sida. Andra delar av samhället förändrades också kraftigt under slutet av 1960-talet – några exempel var gymnasiereformen Lgy 70, högertrafikomläggningen, utbredningen av subkulturer, den sexuella revolutionen, du-reformen, införandet av lediga lördagar, förberedandet av kommunreformen 1971 och slutet på Tage Erlanders rekordlånga mandat som statsminister. 1970-talet präglades av en stagnerande ekonomi till följd av oljekrisen och den uppkommande miljöfrågan som rörde främst kärnkraftsfrågan. Den första borgerliga regeringen på 44 år under Thorbjörn Fälldin tillträdde 1976 men fortsatte i mångt och mycket socialdemokraternas idé om ett välfärdssamhälle. Den borgerliga samverkan kännetecknades av många regeringsbyten. Efter den borgerliga perioden 1976–1982 följde Socialdemokraternas återkomst till regeringsmakten under Olof Palme. Palmes död 1986 markerade slutet på en period där Sverige försökte höja sin röst i världen och stödde olika rörelser i världen såsom ANC i Sydafrika och där Palme engagerade sig för en kärnvapenfri zon i Nordeuropa. 1980-talet präglades dock också av en strid om vilken riktning socialdemokratin och hela samhället skulle välja. Socialdemokratin fick alltmer liberala drag och olika avregleringar som kreditavregleringen bidrog till spekulationsekonomin i slutet av 1980-talet som sedan övergick i 1990-talskrisen under vilken Carl Bildt blev statsminister för den borgerliga fyrklövern 1991–1994.

## Vänstervågen 1968–1976

### Rekordåren
1960-talet präglades av en rekordartad tillväxt där både vinster och löner steg snabbt. Genom kollektivavtal en liberal näringspolitik och en snabb förflyttning av arbetskraft från olönsamma branscher till lönsamma branscher (“flyttlasspolitik”) nåddes en stark ekonomisk tillväxt. Även reallönerna steg år efter år. Efter en tillbakagång 1966 gjorde SAP i valet 1968 sitt bästa val sedan 1940 som betydde att (S) fick 50,1% i Tage Erlanders sista val som partiledare. Ett år senare, 1969, skulle Olof Palme ta över som ledare för Socialdemokraterna.

### "1968"

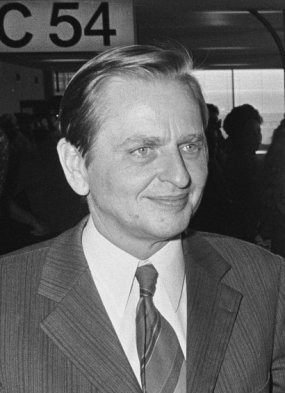
Olof Palme (1974).

Studenterna både politiserades och radikaliserades sedan mitten av 1960-talet som inom studentrörelsen nådde sin höjdpunkt med kårhusockupationen 1968 i Stockholm. Karl Marx återupptäcktes och blev en viktig tänkare som många ungdomar tog till sig. Dessutom blev u-ländernas fattigdom och hotet från atombomben starkt bidragande orsaker till radikaliseringen. USA:s krig i Vietnam upplevdes som orättfärdigt och gjorde att många engagerade sig i “FNL-rörelsen” och snart bildades De förenade FNL-grupperna (DFFG) som dominerades av det stalinistiska KFML(r). Men bortom de politiska motsättningarna blev 60-talet även en period där gamla sätt att leva ifrågasattes och där man öppet började diskutera sexualitet, där man plötsligt duade varandra och där man utvecklade en ny syn på brottslighet. Jan Guillou menar att viktiga orsaker bakom politiseringen var det som pågick i omvärlden på den tiden, bland annat Vietnamkriget samt diktaturerna i Spanien och Grekland. För studenterna som deltog i kårhusockupationen var ett viktigt skäl UKAS som kritiserades för den resulterade i fasta utbildningsprogram som begränsade studenternas frihet när det gällde utbildning. Detta hängde ihop med att högskoleutbildningarna anpassades till det som företagen och andra arbetsplatser förväntade sig av framtida anställda.
I och med vänstervågen ökade de anti-amerikanska stämningarna i Sverige som även påverkade socialdemokratin vilket kan ses i ett tal av kommunikationsminister Olof Palme i Gävle 1965 där han menade att social rättvisa inte kan tvingas fram genom våld vilket USA tolkade som ett stöd till Nordvietnamesiska FNL. Svenska kommittén för Vietnam bildades i januari 1968 och socialdemokraten Gunnar Myrdahl blev dess ordförande. En månad senare organiserade kommittén en demonstration i Stockholm där Olof Palme (nu utbildningsminister) gick bredvid Nordvietnams Moskvaambassadör. Detta tillsammans med Palmes uttalande att FNL representerade demokratin i Vietnam mer än USA väckte starka reaktioner i Förenta staterna som drog tillbaka sin ambassadör i fem veckor, något som aldrig hade förekommit i de båda ländernas relationer hittills.
En bottenpunkt i de dåliga relationerna mellan Sverige och USA bildade Olof Palmes jultal den 23 december 1972 där han fördömde USA:s bombningar i Vietnamkriget och jämförde dem med bland annat tyskarnas illdåd under andra världskriget ("Guernica", "Oradour", "Babij Jar", "Lidice", "Treblinka"). Bakgrunden till Palmes tal var Vietnamkriget där USA:s president Richard Nixon hade inlett en bomboffensiv mot den nordvietnamesiska hamnstaden Hanoi där sjukhus och bostadshus bombades med tusentals civila offer som följd. Fram till 1974 fanns det inga officiella diplomatiska förbindelserna. Särskilt USA:s senare president Ronald Reagan fördömde Sverige som ett marxistiskt land. Wilhem Agrell menar att Palme med sin officiella retorik lyckades att utnyttja stämningen till sin fördel vilket resulterade i det mycket goda valresultatet för SAP 1968.
Men även om jultalet ledde till en diplomatisk kris mellan länderna så var Palme väldigt angelägen att upprätthålla det goda militära samarbetet med USA som Sverige hade haft sedan kalla krigets början. Inför sitt besök i USA 1970 sa Palme till ÖB Stig Synnergren: "Nu när jag bråkar med amerikanerna, se för guds skull till att vi har ett gott samarbete med amerikanerna på försvaret i alla fall." Det nära samarbetet som hade funnits mellan USA och Sverige sedan 1940-talet pågick precis som vanligt. Även USA:s militära leveranser till svenska Viggenplanen pågick som vanligt, att stödja det svenska flygvapnet ansågs viktigare än symboliska handlingar. Därtill övertygade Palme Islands statsminister om att behålla den US-amerikanska basen i Keflavik. Försvarsminister Sven Andersson verkade också för att förbättra relationerna med USA. Att Olof Palme utsåg honom till utrikesminister 1973 tolkades i USA som ett försök att förbättra förhållandet mellan båda länderna. Samtidigt skickade försvarsdepartementet svenska officerare till USA där de träffade sina US-amerikanska kollegor som precis hade deltagit i Vietnamkriget. Här fick de svenska officerarna ta del av lärdomar av USA:s bombräder i Vietnam och de hjälpte även att planlägga nya US-amerikanska flyganfall i Vietnam.

### Gruvstrejken 1969/70
Men även utanför de politiska partierna och högskolorna formerades en protest mot samhället. Mest känd av dessa strejkar "på golvet" blev strejken som började i december 1969 i Kiruna, Svappavaara och Malmberget där så småningom 4 800 arbetare anslöt sig. Strejken hade sin orsak i att den statliga koncernen LKAB hade gjort stora vinster på 1960-talet som på grund av LO:s solidariska lönepolitik konfronterades med att lönehöjningarna stannade av, även om gruvarbetarna under lång tid hade tillhört de bäst betalda i hela landet. Att gruvarbetarna tillhörde de bäst betalda berodde på det farliga arbetet och den dåliga arbetsmiljön i gruvorna. Men hade gruvarbetarna i genomsnitt drygt 40% mer än en genomsnittlig industriarbetare i början av 1960-talet hade detta försprång krympt ihop till 20%. Dessutom försämrades arbetsmiljön på grund av ett ökat arbetstempo och en sämre luft i gruvorna på grund av användningen av nya maskiner. Därtill började LKAB:s ledning att öka gruvornas effektivitet och lönsamhet genom att använda Universal Maintenance Standard (UMS) där det räknades ut hur lång tid ett arbetsmoment fick ta. Behövde en arbetare mer tid än vad UMS hade kommit fram till fick hen löneavdrag vilket i praktiken sänkte de anställdas löner. Enligt Reino Niemi innebar UMS även att det saknades logik i lönesättningen, enligt honom kunde mer arbete resultera i mindre lön. Dessutom ledde UMS till en mycket stark kontroll av arbetarna, till exempel började man kontrollera hur länge arbetarna var på toaletten. Även ledningens flytt från Kiruna till Stockholm upplevdes som att ledningen fjärmade sig från de anställda. Därtill tyckte de anställda att LO inte längre företrädde deras intressen.

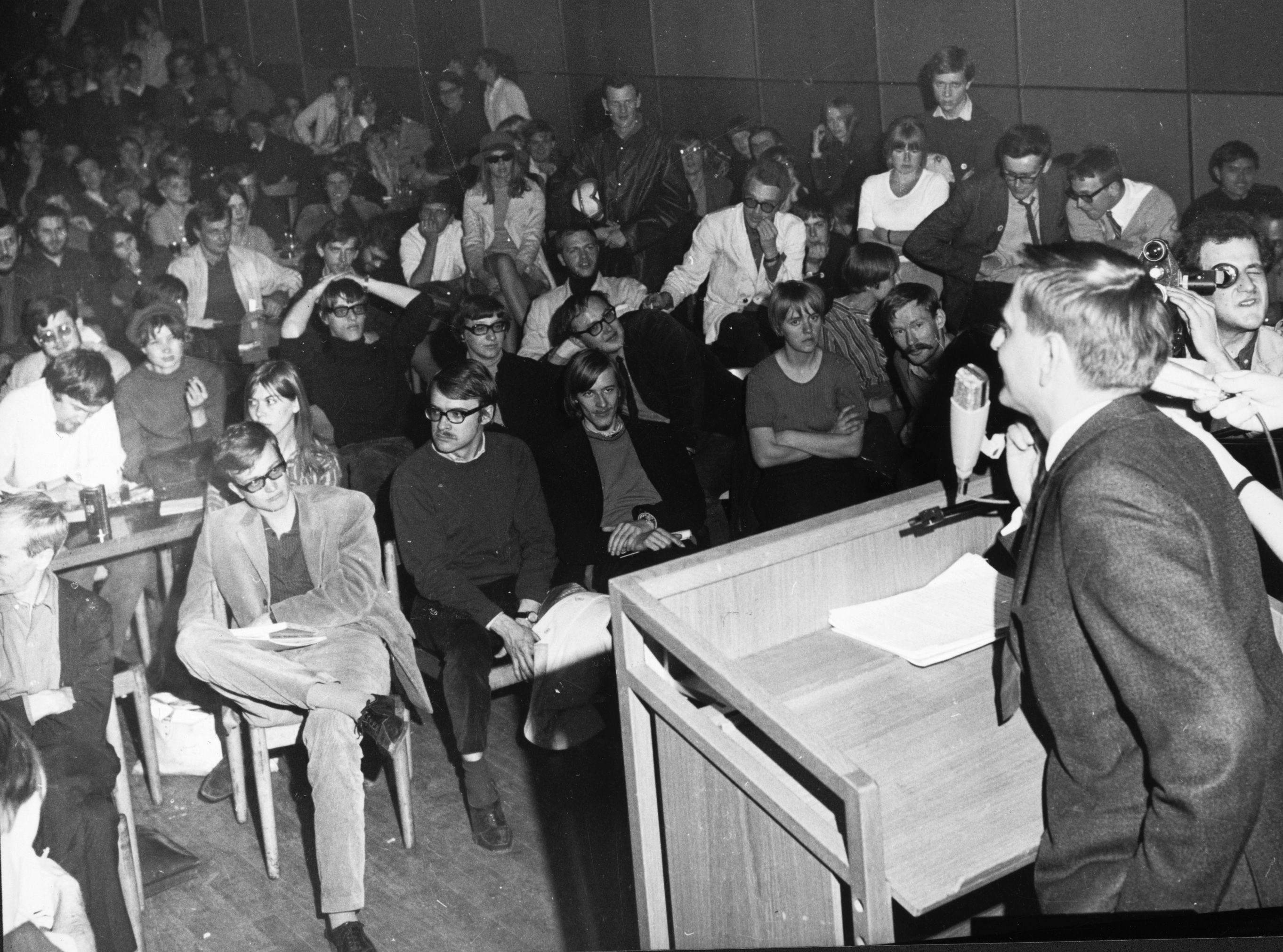
Kårhusockupationen 1968. Dåvarande utbildningsminister Olof Palme talar till studenterna.

Den utlösande orsaken för strejken blev införandet av ackordslöner som ledde till ytterligare lönesänkningar. Den 9 december 1969 började strejken i Svappavaara. Eftersom strejken skedde under gällande kollektivavtal räknades den som "vild" och fick inget stöd av facket. Fackets främsta mål blev att se till att arbetarna skulle återgå till jobbet, vilket dock misslyckades. Att strejken räknades som "vild" innebar även att de strejkande inte hade tillgång till fackets strejkkassa vilket ledde till insamlingar för de strejkande. Genom insamlingarna kunde strejkkassan fyllas på med drygt fyra miljoner kronor enligt programmet Svenska händelser. Enligt P3 dokumentär. Den Stora Gruvstrejken samlades det in till och med sex miljoner kronor. Att det samlades in så mycket pengar till de strejkande berodde även på att två tredjedelar av svenska folket stödde de strejkande. Men ju längre tiden pågick desto mjukare blev de strejkandes linje och i januari 1970 kom LKAB med ett förslag som arbetarna röstade ner med en knapp majoritet på 68 röster (av totalt över 3 000 röster) och därmed skulle strejken fortsättas. Men medlemmarna i strejkledningen var samtidigt medlemmar i olika politiska partier och förmodligen var det pressen från respektive parti som ledde till att ledningen trots omröstningsresultatet rekommenderade att strejken skulle avslutas. Därmed lades strejken ner efter 57 dagar.
Som en effekt av gruvstrejken togs UMS och ackordslöner bort och på lång sikt förändrades även hela arbetsmarknaden eftersom det infördes nya lagar så som medbestämmandelagen (MBL), lagen om anställningsskydd (LAS) och arbetsmiljölagen (AML). MBL och LAS kan ses som en effekt av att politiska ledare så som Olof Palme insåg att strejken visade att det krävdes reformer på arbetsmarknaden för att undvika alltför negativa konsekvenser på arbetsplatsen. Därmed ökade anställningstryggheten eftersom arbetsgivaren inte längre fick anställa och avskeda sina medarbetare efter godtycke. Numera skulle det finnas objektiva grunder för uppsägning och med LAS infördes infördes turordningsregeln “först in, sist ut”. Enligt professor Björn Horgby blev en effekt på längre sikt att samförståndslinjen bröts, att LO gick längre vänsterut och formulerade idén om löntagarfonder som skulle ge arbetarna större inflytande över företagen. Detta också med bakgrund mot att facket ansåg att MBL enbart var rådgivande och inte gav arbetarna någon verklig makt. En annan konsekvens blev att även andra yrkesgrupper så som städerskor och hamnarbetare började använda sig av vilda strejkar.
Sammanfattningsvis kan man säga att de strejkandes ton påminde om de tal som hördes under Kårhusockupationen 1968. Därmed kan man säga att protesterna bland studenterna och bland arbetarna bildade ett gemensamt mönster.

### Registrering av vänstersympatisörer

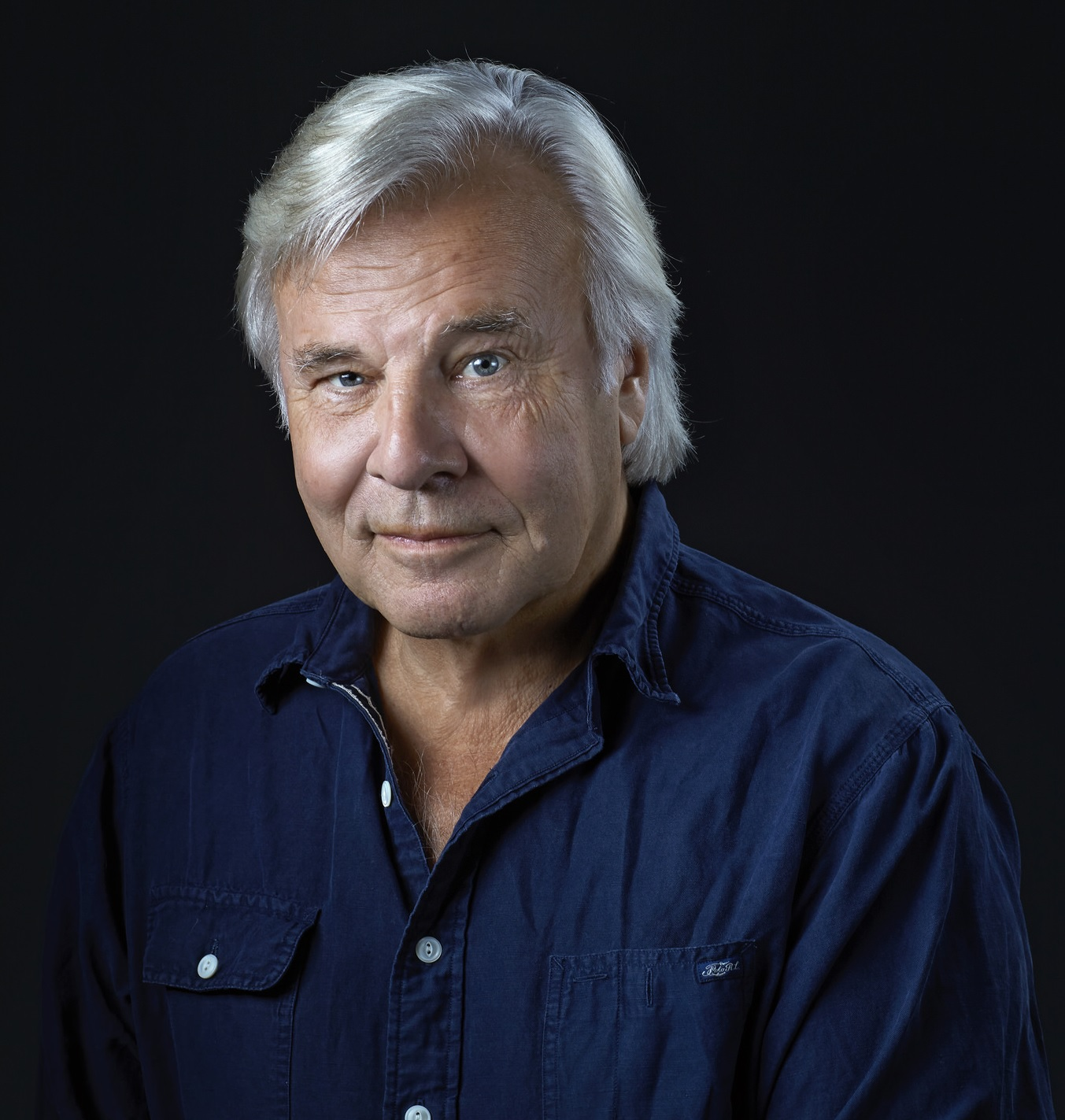
Jan Guillou.

Redan i slutet av 1930-talet spionerade det svenska försvaret på kommunister via Säpo; Socialdemokraterna i sin tur hade på 1940-talet skapat en egen underrättelsetjänst som via 20 000 arbetsplatsombud rapporterade om misstänkta kommunister inom facket, information som försvaret tog del av efter att de hade slutit ett avtal med Socialdemokraterna. Socialdemokraterna använde sina listor över kommunister dessutom för att identifiera kommunister som hade förtroendeuppdrag inom facket och att se till att dessa inte fick några uppdrag. Genom denna strategi hade antalet kommunistledda fackföreningar minskat från 500 till 80 fram till 1952. 1965 bildades den så kallade Informationsbyrån (IB) eftersom USA ville vara säkra på att "kommunister" respektive "vänsteraktivister" inte fick tillgång till militär teknologi i Sverige. I gengäld fick Sverige köpa militär teknologi av USA.

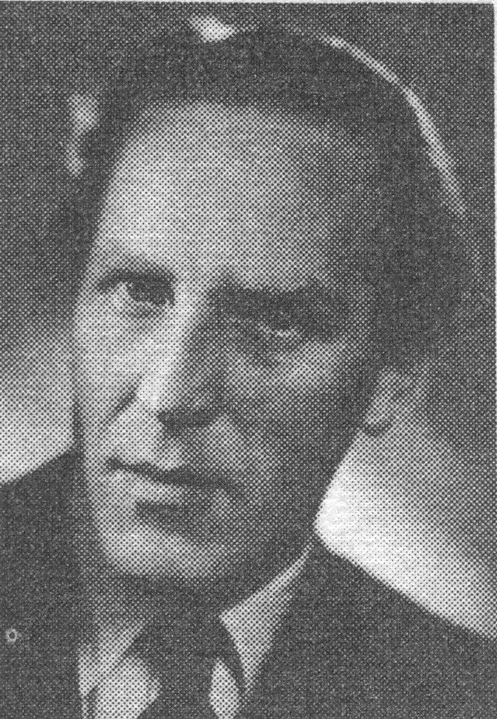
Sven Andersson.

Finansieringen av IB skedde via försvarsbudgeten, men utan att riksdagen kände till IB:s existens, därmed gav alltså ledamöterna pengar till Informationsbyrån utan att de visste om det. Med andra ord: det fanns ingen demokratisk kontroll över verksamheten. IB:s mål var att kartlägga militära säkerhetsrisker som även omfattade civila funktioner i samhället, vilket betyder att de allra flesta personerna kunde vara säkerhetsrisker. Allt som allt använde sig byrån av 800 personer för att övervaka personer som utgjorde "säkerhetsrisker", uppskattningsvis 15 000–30 000 personer. I samarbete med västmakternas underrättelsetjänster registrerades folk på vänsterkanten via IB-medarbetare som fanns i alla stora svenska vänsterorganisationer som till exempel Palestinarörelsen. Det avgörande tipset om IB kom via journalisten Peter Bratts gamla lumparkompis Håkan Isacson som precis hade fått sparken ifrån organisationen och som lämnade sina uppgifter under en "blöt kväll" till både Peter Bratt och Jan Guillou som jobbade på den nybildade tidningen FiB/Kulturfront där uppgifterna även publicerades till slut. Uppgifterna förnekades till en början av försvarsminister Sven Andersson som hade följt IB på nära håll och mycket väl kände till organisationen och dess innehåll. När FiB/Kulturfront två veckor senare kom med konkreta avslöjanden om verksamma personer inom IB tvingades Andersson att förklara sig inför riksdagen där han delvis medgav att Guillous och Bratts efterforskningar var korrekta. Men i stort sett förnekade både Andersson och statsminister Olof Palme IB:s verksamhet. Många tidningar var skeptiska till uppgifterna och Svenska Dagbladet krävde till och med att Jan Guillou, som hade franskt medborgarskap, skulle landsförvisas. Guillou och Bratt dömdes för spioneri och fick ett års fängelse. Som en konsekvens av affären omorganiserades IB 1974 och underställdes försvaret. 1982 bytte IB namn till Sektionen för särskild inhämtning (SSI), 1989 blev den till Kontoret för särskild inhämtning (KSI).

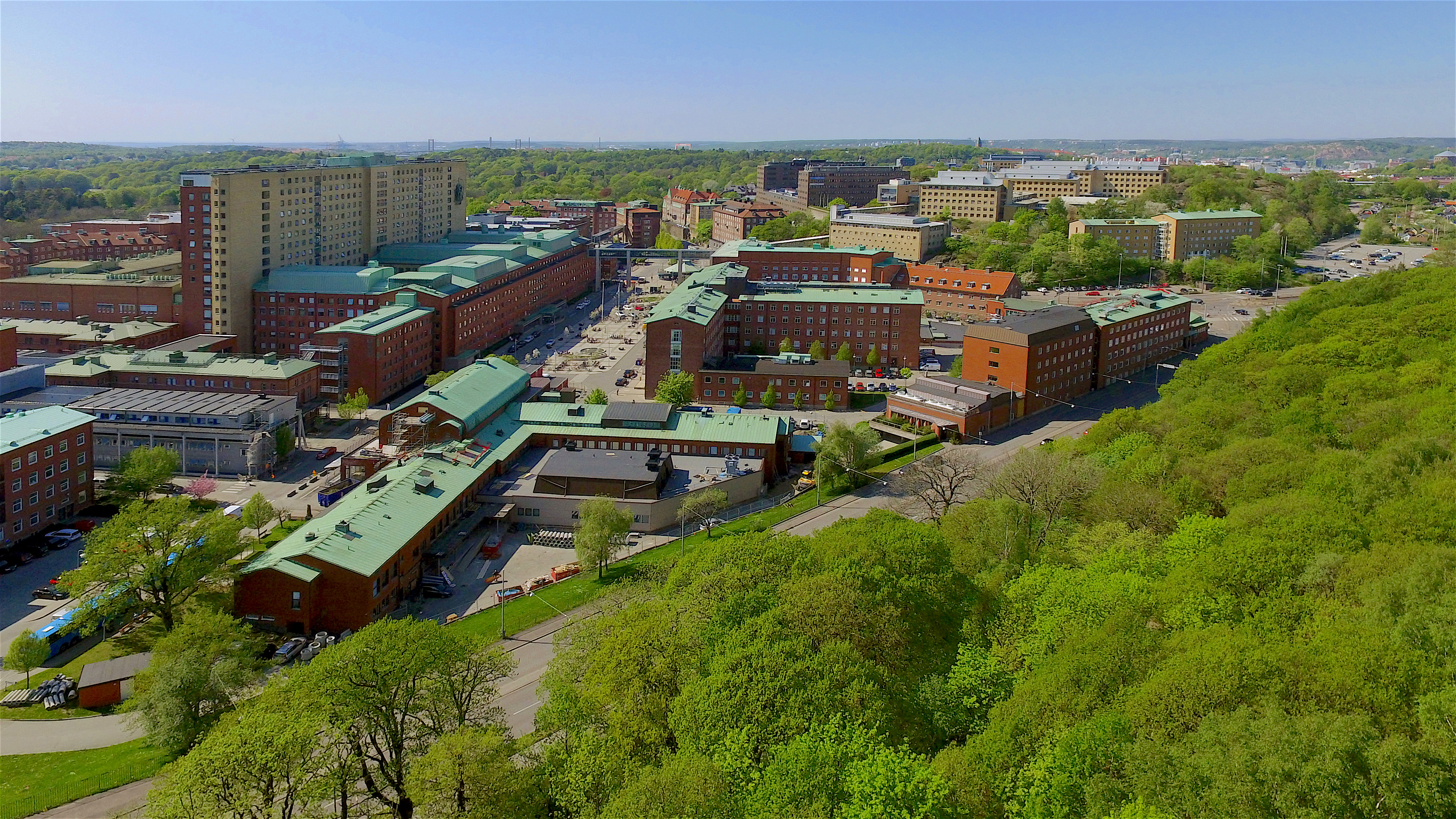
Sahlgrenska sjukhuset.

Men även på andra sätt försökte man att registrera kommunister som fanns exempelvis i KFML(r). Hösten 1974 kontaktade SÄPO-medarbetaren Axel Eriksson socialdemokraten Leif Andersson och gav honom namn på personer som var "R:are" och som jobbade på Sahlgrenska sjukhuset i Göteborg. Att just Andersson kontaktades berodde på att han var vice ordförande i sjukvårdsstyrelsen i Göteborg men han tyckte att han inte hade kunskap i frågan och rekryterade därför partikollegan Jan Lindkvist som hade varit reservofficer tidigare och därmed antogs ha kunskap om säkerhetsfrågor. Lindkvist anställdes på Sahlgrenska på ett jobb som hade skapats speciellt för honom, på ett sätt där facket åsidosattes och med en lön som var fem gånger högre än jämförbara yrken. Facket fattade därför snabbt misstanke om att något märkligt var på gång och började kartlägga vad Lindkvist egentligen sysslade med. Lindkvist själv hjälpte ofrivilligt till i avslöjandet eftersom hans tillvägagångssätt, exempelvis att fråga folk rakt ut vilken åsikt de hade, gjorde att folk förstod att det var något märkligt på gång. "Sjukhusspionen" avslöjades hösten 1975, men Sahlgrenska var långtifrån den enda arbetsplats där man registrerade "R:arna", liknande verksamhet förekom även på exempelvis Arendalsvarvet och Volvo. Enligt Lars Olof Lampers fanns det dock ingen större struktur på registreringen, utan det var mer enskilda individer som sysslade med registreringen och som skötte verksamheten ganska klantigt.
Övervakningen av politiska organisationer till vänster verkar ha fortsatt långt efter IB-affären och skandalen om sjukhusspionen. Hans-Erik Sjöholm berättar att han på uppdrag av Säpo smög sig in i vpk på 1980-talet för att få fram information om dem.

### Bordellhärvan/Geijeraffären

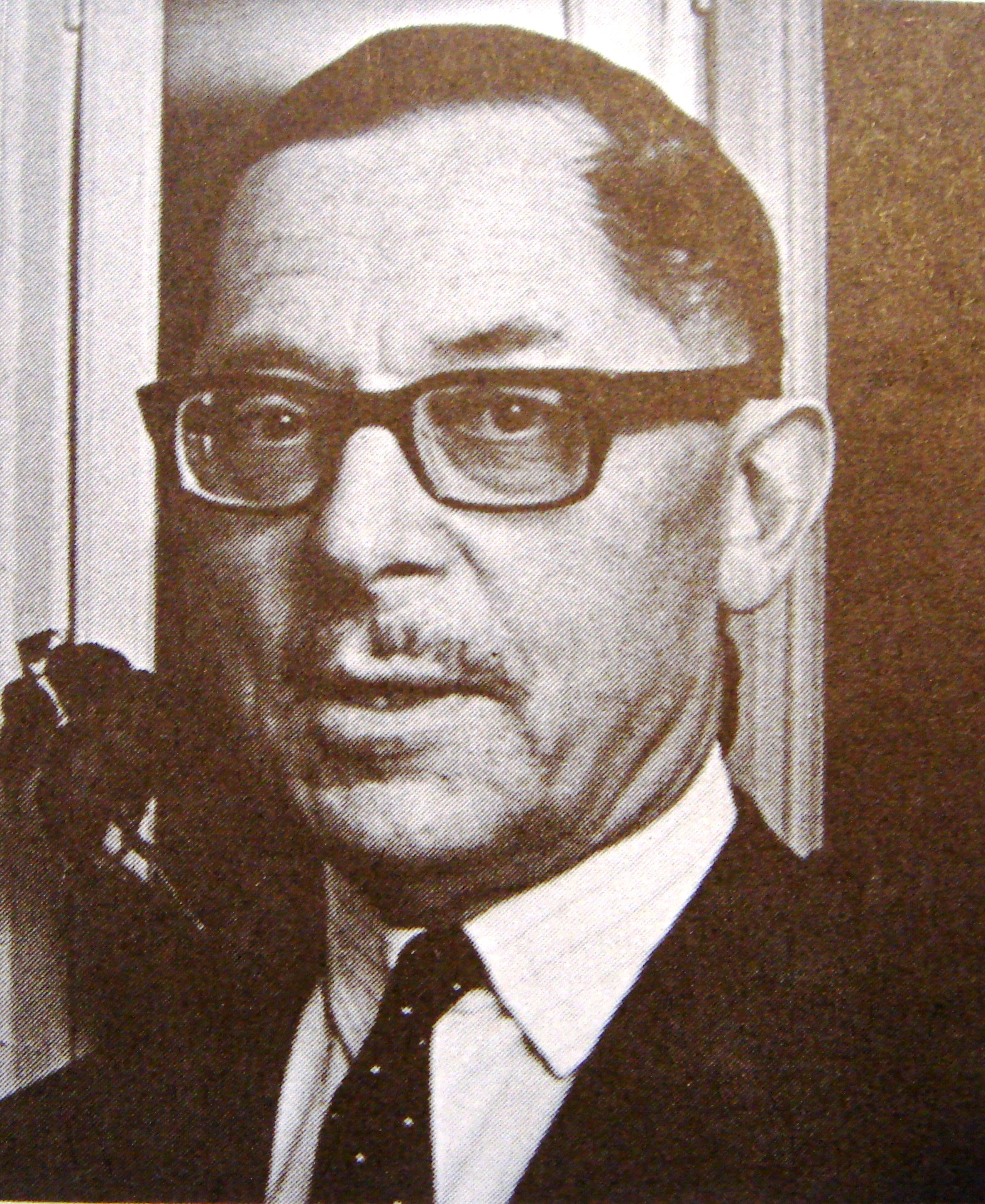
Lennart Geijer.

På 1960-talet inleddes en sexuell revolution i Sverige där sexualundervisning införs i skolorna samt tillgången på preventivmedel ökar vilket också leder till en frigörelse för kvinnor. Baksidan av denna revolution blev att antalet bordeller i Stockholm ökade explosionsartat där justitieministern Lennart Geijer var en drivande kraft som lättade på lagar om pornografi. Den ökade bordellverksamheten förknippades snabbt med kriminella verksamheter. Mest uppmärksammad blev fallet Doris Hopp som drev en bordellverksamhet där hon förmedlade minderåriga flickor som till exempel den då 14-åriga Eva Bengtsson. Bland de kunder som köpte sex fanns justitieministern Lennart Geijer. Eftersom sexköpen innebar att Geijer och de andra involverade politikerna kunde pressas ut informerade rikspolischefen Carl Persson statsminister Olof Palme om justitieministerns kontakter med prostituerade. Att just Geijer pekades ut riskerade att bli besvärande under den begynnande valrörelsen hösten 1976 vilket föranledde Olof Palme att hålla informationen hemligt, promemorian som informerade om Geijer låstes in i ett kassaskåp. Att Persson hade informerat Palme om Geijer avslöjades av Dagens Nyheter i november 1977. Men artikeln innehöll vissa felaktigheter vilket Palme utnyttjade för att förneka alla uppgifter och som i sin tur ledde till att DN drog tillbaka artikeln och bad om ursäkt samt betalade skadestånd till Geijer. Ett år senare avslöjade Studio S dock att promemorian faktiskt existerade. Förutom Geijer angav de prostituerade andra högt uppsatta politiker och höga militärer. För polisen var det allvarliga inte så mycket att personerna hade köpt sex utan att det även fanns polskor bland de prostituerade som dessutom hade kontakt med en person på polska ambassaden vilket bedömdes som en risk för rikets säkerhet. 1991 offentliggjordes Carl Perssons promemoria vilket då visade att Palme hade ljugit i sitt angrepp mot DN. Lennart Geijer förnekade uppgifterna fram till sin död år 1999. 2007 försökte Eva Bengtsson att få skadestånd från svenska staten men begäran avslogs med motiveringen att brottet redan var preskriberat.

### Författningsreformen
1971 avskaffades den gamla riksdagen med två kammare och ersattes av en enkammarriksdag där ledamöterna valdes direkt och proportionellt. En spärr på fyra procent skulle förhindra en alltför stor splittring i riksdagen. Samtidigt skulle regionalt starka partier få en chans att få en representation i parlamentet. För det krävdes numera att ett parti fick minst 12% av rösterna i en av de 28 valkretsarna. Ett parti behövde därmed ca 225 000 röster för att bli representerat i riksdagen. Till skillnad från många andra länder infördes negativ parlamentarism, dvs. ett system där statsministern får se till att högst 174 ledamöter (av numera 349) röstar emot hen. Därmed kunde en statsminister som Ola Ullsten bli vald genom endast 39 ledamöter röstade på honom medan resten la ner sin röst eller röstade emot honom. Syftet med negativ parlamentarism var att det skulle bli enklare att bilda regering. 1974 års författning begränsade kungens makt även officiellt till enbart representativa uppgifter. Nu hade kungen även officiellt fått den symboliska status som i praktiken hade rått sedan 1900-talets början. Tronföljden blev könsneutral, dvs. nu kunde även en kvinna bli monark.

### Miljövågen

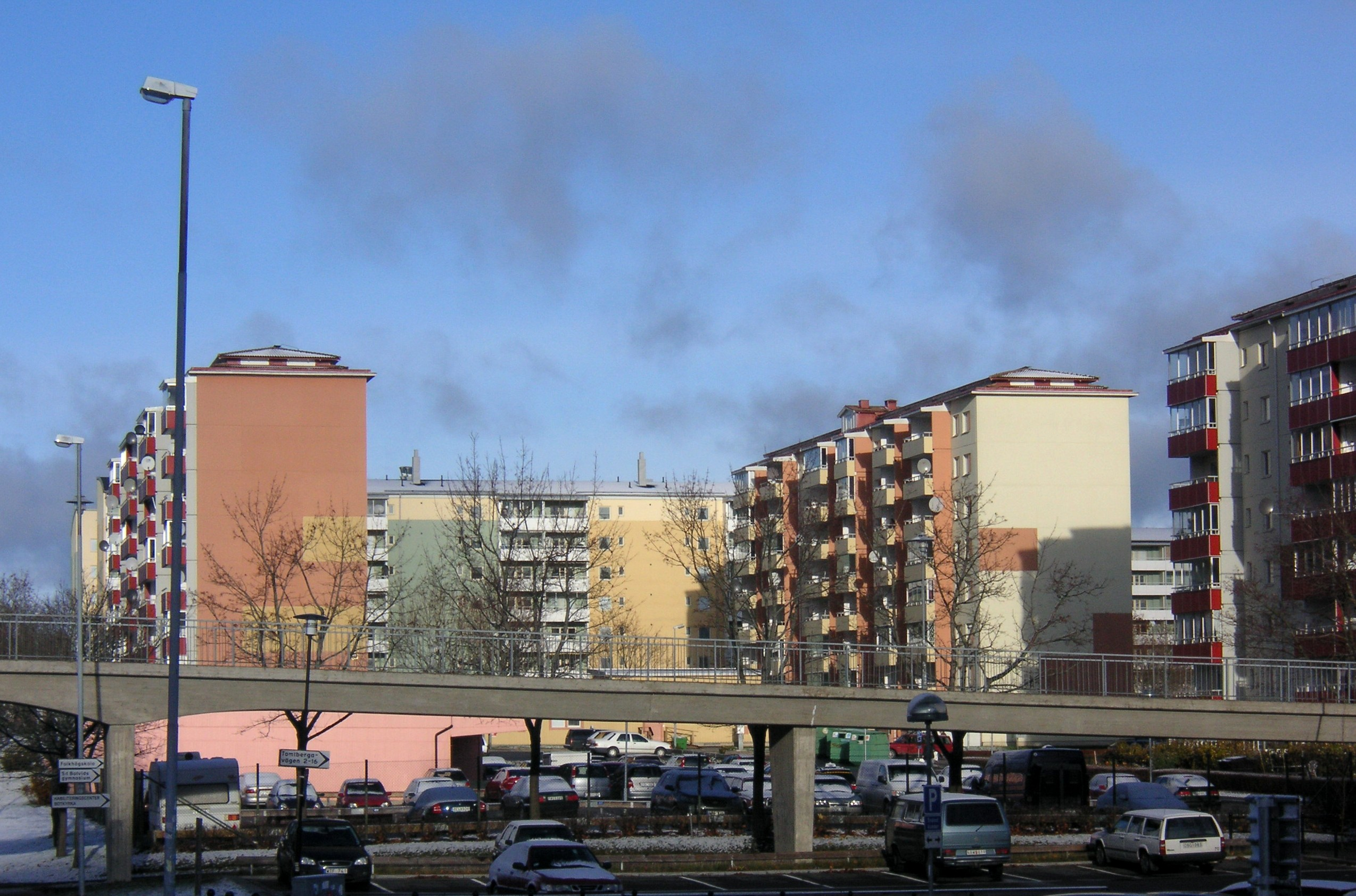
Hallunda i Botkyrka kommun sydväst om Stockholm byggdes som en av de sista etapperna i miljonprogrammet vid 1960-talets slut och 1970-talets början.

Den starka utvecklings- och teknikoptimism som hade rått under 1950- och 1960-talet bröts på 1970-talet när en ny medvetenhet om jorden och dess begränsade resurser växte fram. Hade Rachel Carsons bok Tyst vår från 1962 lagt en idémässig grund för denna trend slog den igenom med full kraft efter oljekrisen 1973-74. Som en följd begränsade riksdagen den årliga ökningen av energiförbrukningen och kärnkraftens utbyggnad skulle göra Sverige oberoende av fossila bränslen som olja. Centerpartiets nye ledare Thorbjörn Fälldin blev rösten som kanaliserade farhågorna för kärnkraften. Därmed bidrog både olje- och kärnkraftsfrågan till en ny miljömedvetenhet som alla partier nu sade sig förespråka. Starkast var det Centerpartiet och VPK som förespråkade en avveckling av kärnkraften. Moderaterna och SAP ville sätta en bortre tidsgräns för kärnkraften. Miljömedvetenheten visade sig även i valet 1973 där Centern fick 25 % av rösterna. Samtidigt ledde resultatet 1973 till att båda blocken fick 175 mandat var vilket ledde till att en del viktiga frågor fick avgöras genom att dra lott.

### Regeringsskifte
1976 slutligen förlorade socialdemokraterna makten när de borgerliga nådde en majoritet på elva mandat över det socialistiska blocket. Flera orsaker kan anses ligga bakom regeringsskiftet. För det första kunde Fälldin och Centerpartiet även innan valet 1976 profilera sig som tuffa kärnkraftsmotståndare. För det andra besvärades socialdemokraterna av en rad affärer som till exempel den beryktade Pomperipossa-affären, där författaren Astrid Lindgren beklagade att hon betalade mer än 100% i skatt. Andra affärer som sänkte socialdemokraterna var skandalen kring den bastante fackordföranden Hans Ericsson som fotades i badbyxor på en semester i det Francostyrda Spanien som officiellt bojkottades av LO. Även den 1973 avslöjade “IB-affären” hade undergrävt trovärdigheten för socialdemokraterna.

### Kultur, underhållning och massmedier

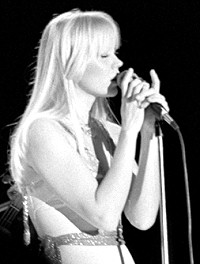
Agnetha Fältskog.

Den kulturella påverkan från Storbritannien och USA var påfallande. Den engelskspråkiga populärkulturen mottogs på skilda sätt – extremfallen var de överamerikaniserade raggarna och proggkulturen. Andra betydelsefulla subkulturer var mods, punkare och skinnskallar, alla importerade från Storbritannien. Alternativa livsstilar, som bostadskollektiv, grönavågare och lesbisk separatism förekom. Sveriges Television importerade bland annat barn-tv-program från Östeuropa, i synnerhet Tjeckoslovakien.
Under 1970- och 1980-talen uppstod "det svenska musikundret" med världsnamn som Abba, som vann Eurovision Song Contest 1974. Andra världskända svenska grupper var Europe under mitten av 1980-talet och Roxette under slutet av 1980-talet och början av 1990-talet.
Även svensk film nådde viss internationell publicitet med regissörer som Ingmar Bergman och Lasse Hallström. Videobandspelare blev vanliga under 1980-talet och gav först upphov till moralpanik och debatt om så kallat "videovåld".

## Nyliberala strömningar (1976–1985)

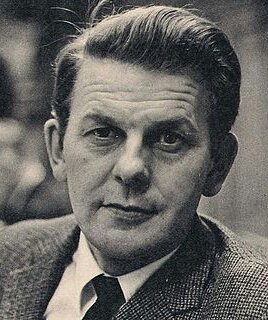
Thorbjörn Fälldin (1967).

### Borgerlig regering
Att Sverige sedan 1976 styrdes av borgerlig regering innebar på intet sätt ett systemskifte utan den fortsatte att prioritera social- och arbetsmarknadspolitik. Den största krisen som de borgerliga konfronterades med var varvsindustrin som utmanades av utländsk konkurrens. Med statliga stödprogram kunde krisen avvärjas, de minskande inkomsterna balanserades genom att ta nya lån. Ett annat problem som regeringen brottades med var den låga arbetslösheten som skapade problem för exportindustrin eftersom den låga arbetslösheten ledde till högre inflation vilket gjorde det svårt för de svenska företagen att konkurrera med företagen i andra länder. Regeringen kunde ha sänkt inflationen genom att låta arbetslösheten stiga men eftersom även de borgerliga fokuserade på att hålla arbetslösheten på låg nivå använde man sig av devalvering, det vill säga Riksbanken sänkte värdet på den svenska kronan vilket förbättrade exportföretagens konkurrenssituation. Efter de borgerligas regeringstillträde devalverades kronan med tio procent. Konflikten inom koalitionen vållades dock av Centerpartiets kategoriska hållning i kärnkraftsfrågan som ledde till regeringens avgång hösten 1978. Den efterträddes av en folkpartistisk regering under Ola Ullsten. Facit av den första borgerliga regeringen blev att den statliga inblandningen snarare ökade än minskade.
I valet 1979 lyckades de borgerliga att behålla sin majoritet men bara med ett mandats övertag. Kärnkraftsolyckan i Harrisburg aktualiserade riskerna med energikällan och ledde till folkomröstningen våren 1980 där ca 40% röstade för att kärnkraften först skulle bygga ut och sedan avvecklas medan ytterligare ca 40% röstade för att avveckla kärnkraften med en gång.

### Blå våg
Bortom kärnkraftsfrågan lyckades Centerpartiet och Folkpartiet uppnå en kompromiss med Socialdemokraterna om sänkta marginalskatter (“Den underbara natten”), vilket sedan länge hade varit en hjärtefråga för de borgerliga partierna. Eftersom Moderaterna tyckte sig bortglömda i kompromissen lämnade de regeringen vilket gjorde att Centerpartiet och Folkpartiet satt kvar mandatperioden ut. I valet 1982 återtog Socialdemokraterna makten med Olof Palme som statsminister. En första åtgärd blev att devalvera kronan med 16 procent. I och med denna nedskrivning av kronans värde blev svenska produkterna billigare utomlands vilket gynnade de svenska exportföretagen som därmed sålde mer utomlands. Samtidigt bestämde sig Socialdemokraterna och LO att förorda sina medlemmar att kräva mindre lönehöjningar vilket i slutändan betydde att lönerna hölls tillbaka till förmån för vinsterna som steg kraftigt. Socialdemokraterna ville därmed följa den tredje vägens politik vilket betydde en finansiell åtstramning utan nedskärningar. Regeringen brottades dock med ett förslag som LO och framförallt LO-ekonomen Rudolf Meidner hade föreslagit: löntagarfonderna, som skulle leda till att de anställda så småningom skulle ta över ägandet av det privata näringslivet. Förslaget väckte så häftiga reaktioner bland de borgerliga att Socialdemokraterna mildrade sitt eget förslag så mycket att den proposition som lades fram i riksdagen hösten 1983 inte hade så mycket gemensamt med den ursprungliga idén. Men även detta urvattnade förslag ledde till att 75 000 människor protesterade utanför riksdagshuset.

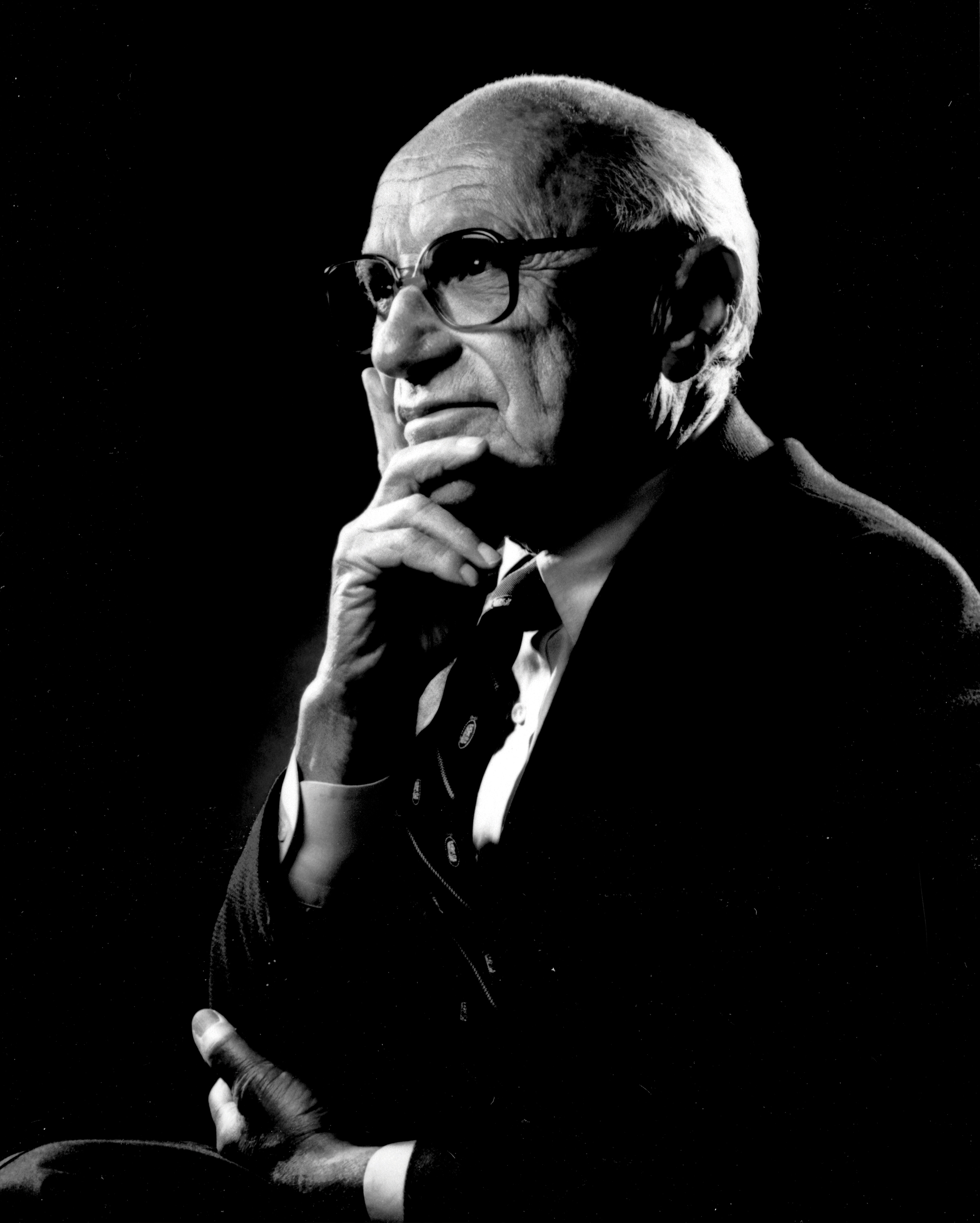
Milton Friedman.

Protesterna mot löntagarfonderna kunde ses som en del i ett större mönster. Efter den röda vågen på 60-talet och den gröna vågen på 70-talet kunde 80-talet betecknas som en blå våg med en tydlig högertrend som hade internationella rötter men som underblåstes av Svenska Arbetsgivarföreningen (SAF) som gav ut litteratur som lyfte fram nyliberala tankar på ett tydligare sätt. De nya idéerna om nyliberalism uppstod i Chicago i USA på 70-talet under frontfiguren Milton Friedman som ville “befria individen” genom att sänka skatter och minska den statliga inblandningen i näringslivet. Näringslivet i Sverige lockades av idéerna och startade kampanjer för att främja kapitalismen i Sverige. Även en del ledande socialdemokrater påverkades av nyliberalismen och blev mer positiva till sänkta skatter och privatiseringar. Här var det främst den så kallade “kanslihushöger” med Kjell-Olof Feldt i spetsen som var öppen för sänkta skatter och att öppna upp den offentliga sektorn för privata alternativ. Socialministern Sten Andersson och LO däremot tillhörde de främsta förespråkarna för det rådande systemet. En annan drivande kraft bakom Socialdemokraternas liberalisering var Ingvar Carlsson. Han hade redan 1983 ingått i en grupp som arbetade med förslag på att öka valfrihet och minska byråkratin men fick inget gehör med sina förslag hos Olof Palme och även Lisbeth Palme motarbetade Carlssons förslag offentligt. Frågan kring avregleringar accentuerades 1984 när några entreprenörer tillsammans med Electrolux bildade företaget Pysslingen i syfte att driva privata förskolor. Medan Kjell-Olof Feldt menade att konkurrens skulle förbättra den offentliga sektorn, kallade Palme idén om privata daghem för "Kentucky Fried Children" och tog tydligt avstånd ifrån den. Som en konsekvens stiftades lex Pysslingen som förbjöd statliga bidrag till förskolor som drevs i vinstsyfte. Striden mellan höger- och vänsterfalangen inom socialdemokratiska partiet kallades även för “rosornas krig”.
Bland de andra partierna var det Moderaterna som tydligast tog ställning för sänkta skatter och en minskad offentlig sektor. I valet 1985 visade sig dock att socialdemokraterna och vpk fick en stabil majoritet vilket kan tolkas som att väljarna inte såg ett systemskifte som något alternativ även om välfärdsstaten ifrågasattes. Detta bekräftas genom att just moderaterna minskade från knappt 24% till drygt 21%.

## Ökande spänningar mellan stormakterna

### Det andra kalla kriget
När republikanen Ronald Reagan blev USA:s president i januari 1981 förbyttes landets utrikespolitik till en alltmer offensiv strategi som syftade till att tränga tillbaka Sovjetunionen på område efter område. Detta innebar en kraftig upprustning (även av kärnvapen), desinformationskampanjer via CIA, mm. I Sovjet ledde detta till en ökande rädsla för ett kärnvapenattack från USA:s sida. När den alkoholiserade Sovjetledaren Leonid Bresjnev avled 1981 tog Juri Andropov, chefen för säkerhetstjänsten, över vars första åtgärd var en global övervakningsoperation ("RJAN") som hade som syfte att upptäcka en möjlig kärnvapenattack från USA. Spänningarna ökade när ett koreanskt passagerarplan av misstag flög in i sovjetiskt luftrum och sköts ner av ryska flygplan eftersom det sovjetiska luftförsvaret hade förväxlat det civila planet med ett US-amerikanskt signalspaningsplan. Därtill hade både Sovjet och USA börjat att utplacera nya kärnvapen av typen SS-20 respektive Pershing II i Centraleuropa. Spänningarna nådde kulmen i november 1983 när NATO-övningen Able Archer genomfördes som i Sovjetunionen inte tolkades som en manöver utan som ett verkligt anfall med kärnvapen från NATO:s sida. Den växande konflikten mellan stormakterna påverkade även stämningarna i Norden: Danmark svängde in mot en mer kritisk linje där man i form av fotnoter kritiserade NATO:s politik ("fodenotspolitikk") och även i Norge fanns en stark fredsrörelse inom Arbeiderpartiet. Och det var just i Norge som ett förslag för en kärnvapenfri zon väcktes på nytt av den socialdemokratiske politikern Jens Evensen, ett förslag som stöddes av Olof Palme. Förslaget initierade namninsamlingar i både Norge, Danmark och Sverige och den 15 maj 1982 samlades ca 100 000 människor i Göteborg för att visa sitt stöd för en kärnvapenfri zon. På mötet hölls tal av bland andra Liv Ullmann, socialdemokraten Maj Britt Theorin och visselblåsaren från Vietnamkrigets dagar Daniel Ellsberg. Efter den socialdemokratiska valsegern hösten 1982 lovade Palme att regeringen skulle arbeta för en kärnvapenfri zon. Samtidigt försvagades samverkan med NATO. Enligt Wilhelm Agrell verkade Palme för en minskad konfrontation mellan Sverige och Sovjetunionen.

### Ubåtskränkningarna

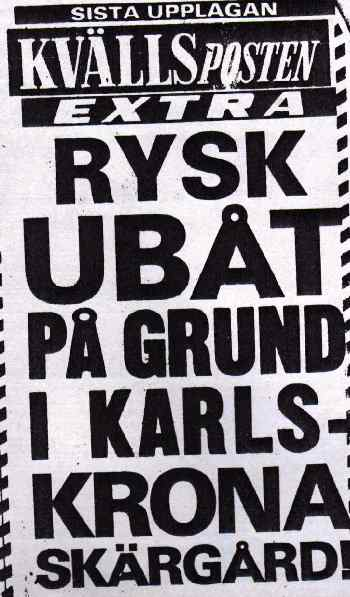
Löpsedel om U 137.

Utrikespolitiskt blev ubåtsfrågan den största frågan under första halvan av 1980-talet som tog sin början med grundstötningen av U137 utanför Karlskrona hösten 1981. Den sovjetiska ubåten anklagades för spioneri, även om det var svårförståeligt att en ubåt som ville spionera begav sig in i de trånga farvatten i skärgården. Den direkta effekten blev en skarp protestnot av regeringen Fälldin som stöddes av socialdemokraterna. Grundstötningen av U137 blev upptakten till en omfattande ubåtsjakt i svenska vatten. När Palme tillträdde som statsminister hösten 1982 var hans avsikt att minska konfrontationen mellan det kapitalistiska och det kommunistiska blocket. Men redan omedelbart efter valsegern hösten 1982 berättade medier och allmänheten kontinuerligt om ubåtsupptäckter utanför den svenska kusten, vilket man trodde var sovjetiska ubåtar som spionerade på Sverige. Detta ledde till att regeringen om och igen skickade protestnoter till den sovjetiska regeringen vilket försvårade Palmes avspänningspolitik. Medierna förlitade sig på militärens uttalanden att inkräktarna kom från Ryssland och förstärkte därmed den gängse uppfattningen bland svenska folket, vilket resulterade i en mätbar effekt i opinionen gentemot Ryssland. Mellan 1981 och 1983 ökade andelen svenskar som kände sig hotade av Sovjetunionen från 27% till 83%. Men enligt företrädare för USA:s dåvarande regering under Ronald Reagan tillhörde de inträngande ubåtarna inte Sovjetunionen utan NATO. Även dåvarande vicechefen i US Navy, James “Ace” Lyons, säger att det fanns ett tätt samarbete mellan svenska amiraler och USA. Keith Speed, brittisk marinminister på 80-talet, bekräftar att det fanns övningar som syftade till att testa den svenska försvarsförmågan. Enligt Caspar Weinberger hände ingenting utan den svenska marinens kännedom.
Misstankarna om att ubåtarna kom från NATO förstärks av en rad incidenter som inträffade under ubåtsjakten på 1980-talet. Exempelvis skadades en ubåt den 11 oktober 1982 genom en mina nära Mälsten vilket resulterade i att det dök upp en grön-gul fläck på vattenytan kort därefter, ett signalämne som användes av västliga ubåtar för att visa att man behövde hjälp. Före detta ubåtskaptenen Anders Hammare bedömer det som osannolikt att en sovjetisk ubåt hade lämnat en färgfläck eftersom man då hade gjort sig till måltavla. Ett annat exempel är den 13 oktober när kustbevakningen återigen fick tecken om ett ubåtsintrång vid Mälsten. Försvarsstabschefen Bror Stefenson förbjöd dock användning av minor vilket föranledde Sven Olof Kviman, befälhavare vid minstationen på Mälsten, att använda sjunkbomber. Men insatsen stördes av en order via radion som sa att man bara fick fälla en sjunkbomb. Sjunkbomben fälldes, men utan resultat och dessutom vid fel ställe. En timme efter det fick kustbevakningen eldtillstånd för minorna igen, men då hade ubåten försvunnit. Stefenson menar att eldförbudet berodde på mörkret, vilket Kviman dock hävdar inte kan ha varit orsaken eftersom man hade eldtillstånd kvällen innan. Kviman har senare även sagt att händelserna den 13 oktober får honom att tro att någon med avsikt villa släppa igenom ubåten.
Efter incidenterna i Hårsfjärden satte regeringen Palme till en kommission, Ubåtsskyddskommissionen som så småningom presenterade en rapport 1983 där det fastslogs att ubåtarna kom från Sovjet. Dessutom ökade den mediala pressen på regeringen när tolv höga sjöofficerare i Svenska Dagbladet anklagade Olof Palme för att vara opålitlig i försvarsfrågor. Göran Hägg menar att det var försvarsminister Sven Anderssons goda kontakter till militären som ledde till att man ganska lätt accepterade marinens förklaringar på att ubåtarna var sovjetiska. Ingvar Carlsson har senare uttryckt att regeringen fick ganska sent ett underlag ifrån Ubåtsskyddskommissionen och menar att ansvaret för det faller på Sven Andersson och säger även att det är märkligt att media har varit så eniga i ubåtsfrågan. Carlsson säger att om regeringen hade haft den kunskap man har idag om ubåtsfrågan hade regeringen inte lämnat in en sådan protestnot och att marinen förmodligen inte hade fått så mycket pengar. En senare kommission från 1995 underkände rapporten från 1983, vilket ledde till stark kritik av Carl Bildt som själv hade suttit med i ubåtsskyddskommissionen.

## Folkhemmets omdaning (1985-1991)

### Mordet på Olof Palme

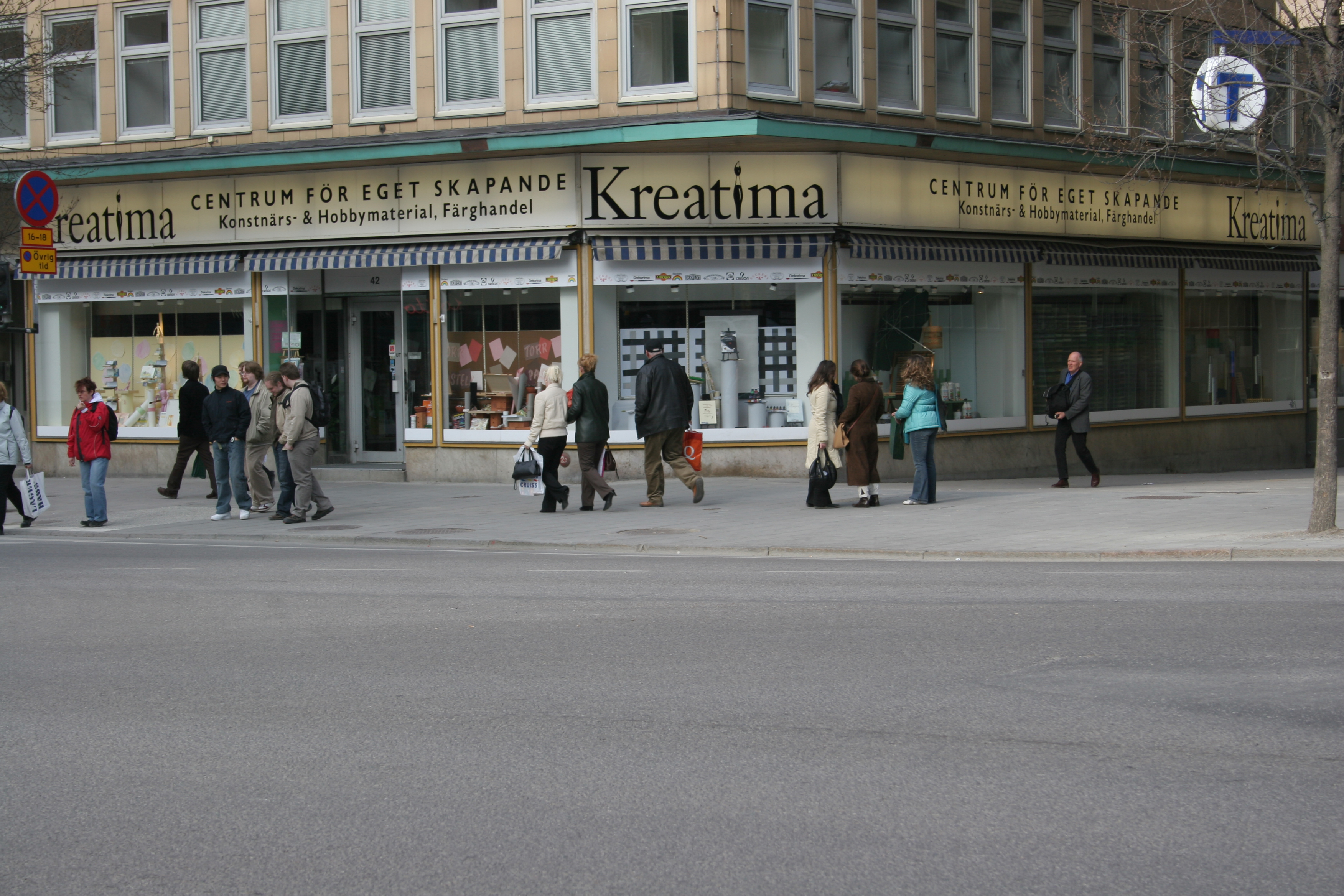
Mordplatsen på Sveavägen.

Den 28 februari 1986 mördades statsminister Olof Palme vilket kom som en chock för många människor. Länspolismästaren Hans Holmér tog över uppdraget att hitta Olof Palmes mördare, men utan att lyckas. Först misstänktes en 33-årig man som dock sattes på fri fot efter ett tag. Sedan misstänkte Holmér att den kurdiska organisationen PKK låg bakom mordet. Men trots att alla resurser satsades på PKK-spåret kunde aldrig bevisas att PKK hade någonting med mordet att göra. Senare granskningar riktade kritik mot Holmér som i stort sett hade ignorerat alla andra spår och enbart satsat på PKK-spåret. När Holmér lämnade uppdraget som spaningsledare i februari 1987 var det fortfarande oklart vem som hade mördat Olof Palme.
Mordet på Olof Palme betraktades som en brytpunkt på 80-talet där det blev tydligt vilken ljusstark politiker Sverige hade förlorat. Samtidigt lämnades svenska folket med ett nationellt trauma eftersom mördaren eller mördarna aldrig kunde gripas. Genom åren har det dock förekommit olika teorier om vem som mördade Palme. Medan en del tror att det var den ensamma gärningsmannen Christer Pettersson som sköt Palme finns det andra teorier som går ut på att det skulle ha varit en sammansvärjning av till exempel poliser som dödade statsministern. Leif GW Persson har blivit en populär kritiker av teorin att Christer Pettersson skulle ha mördat Palme. Ytterligare andra menar att det finns ett samband mellan Palmes planerade besök i Moskva i april 1986 där han ville förhandla med Gorbatjov om möjligheterna att minska spänningarna i Östersjön. Gorbatjov själv har visat sig övertygad om att mordet på Olof Palme har haft en politisk bakgrund.
Wilhelm Agrell, professor i underrättelseanalys, skriver i sin bok Fred och fruktan att Olof Palmes död fick långtgående konsekvenser för utrikespolitiken eftersom Palmes planerade Moskvaresa på våren 1986 inte blev av och att därmed även den planerade normaliseringen av de svensk-sovjetiska relationerna inte ägde rum. Agrell anser vidare att Palmes efterträdare Ingvar Carlsson visserligen försökte att driva den förre statsministerns linje i nedrustningsfrågan men att han saknade Palmes kontaktnät för att kunna uträtta något. Konsekvensen av detta blev, enligt Agrell, att Sverige blev en vanlig europeisk småstat som inte stack ut längre. Daniel Suhonen, socialdemokrat och chef för tankesmedjan Katalys, menar att det finns tendenser att idealisera Palme i efterhand men han anser samtidigt att Palme stod för en konfliktbetonad linje i frågor om privatiseringar och utrikespolitik, vilket tydligast visades i "Systemskiftesvalet" 1985 där Socialdemokraterna och Palme inte gick högerut utan drev en linje för en stor offentlig sektor och mot privatiseringar, en linje som bröts efter Palmes död, enligt Suhonen. Historikern Peter Englund menar däremot att mordet på Palme inte hade någon avgörande betydelse för Sveriges historia och anser överlag att stora förändringar så som omdaningen av Folkhemmet eller en kursändring i utrikespolitiken inte kan förklaras med mordet av en enskild politiker.

### Ebbe Carlsson-affären

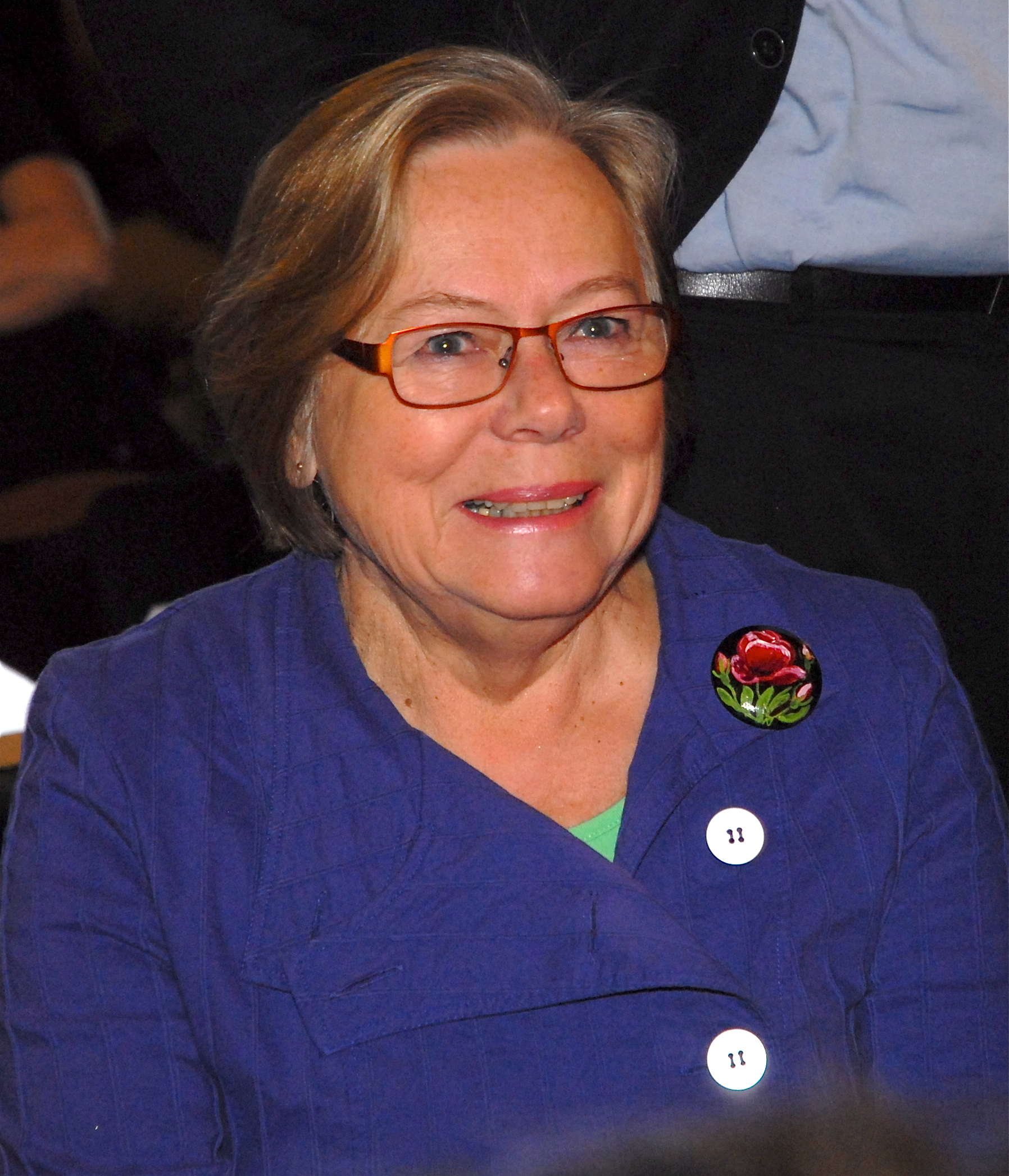
Anna-Greta Leijon (2012).

Efter Olof Palmes död fick länspolismästaren Hans Holmér i uppdrag att hitta den som hade mördat statsministern. Hans Holmérs huvudspår blev att den kurdiska organisationen PKK hade mördat Palme, men han lyckades aldrig bevisa det och avskedades den 5 mars 1987. Men även efter hans avgång höll han fast vid PKK-spåret och redan sommaren 1987 träffades Holmér och en grupp inom SÄPO som delade Holmérs hypotes. Den f.d. länspolismästaren kontaktade sin gamle vän, bokförläggaren Ebbe Carlsson, som fick i uppdrag att undersöka PKK-spåret vidare. Vintern 1987/88 hade Holmér möten med bl a justitieministern Anna-Greta Leijon. Holmérs hypotes var att Iran hade gett PKK i uppdrag att mörda Palme på grund av att han hade stoppat en vapenleverans till Iran under Iran-Irak-kriget. Anna-Greta Leijon blev regelbundet underrättad av Ebbe Carlssons förehavanden under sitt spaningsuppdrag som förde honom tvärs genom Europa. Finansieringen skedde genom Tomas Fischer, miljardär och tillika tillhörande socialdemokratins innersta krets. I slutet av 1987 (senast i april 1988) hade även statsminister Ingvar Carlsson fått kännedom om Ebbe Carlssons privatspaning. Någon gång kring månadsskiftet mars/april 1988 bestämde Ebbe Carlsson i samråd med bl a Leijon att använda avlyssning i jakten på Palmes mördare. Slutet på spaningen skedde i början av juni 1988 när Ebbe Carlssons personliga livvakt Per-Ola Karlsson fastnade i Helsingborgstullen, bilen fullastad med illegal buggningsutrustning. Att bilen fastnade i tullen berodde förmodligen på att tullen hade fått ett tips ifrån en grupp SÄPO-poliser som inte trodde på PKK-spåret. Anna-Greta Leijon erkände att Ebbe Carlsson hade ansvaret för smugglingen men förnekade sin egen inblandning. Expressen kunde dock snabbt visa att Ebbe Carlsson hade jobbat på uppdrag av justitieminister Anna-Greta Leijon. Trots att det därmed var klarlagt att justitieministern både hade ljugit samt ägnat sig åt ministerstyre och därmed brutit mot grundlagen vägrade statsminister Ingvar Carlsson att avskeda Leijon. Även när det uppdagades att Leijon visste om att Ebbe Carlssons spaning hade finansierats med hjälp av miljardären Tomas Fischer, trots att hon först angav att hon inte hade vetat det, höll Carlsson fast vid Leijon ("Hon sitter kvar"). Först en hotande misstroendeförklaring av de borgerliga partierna samt vpk föranledde justitieministern att lämna sin post den 7 juni 1988. Exakt hur mycket Ingvar Carlsson visste om spaningen blev aldrig klarlagt.

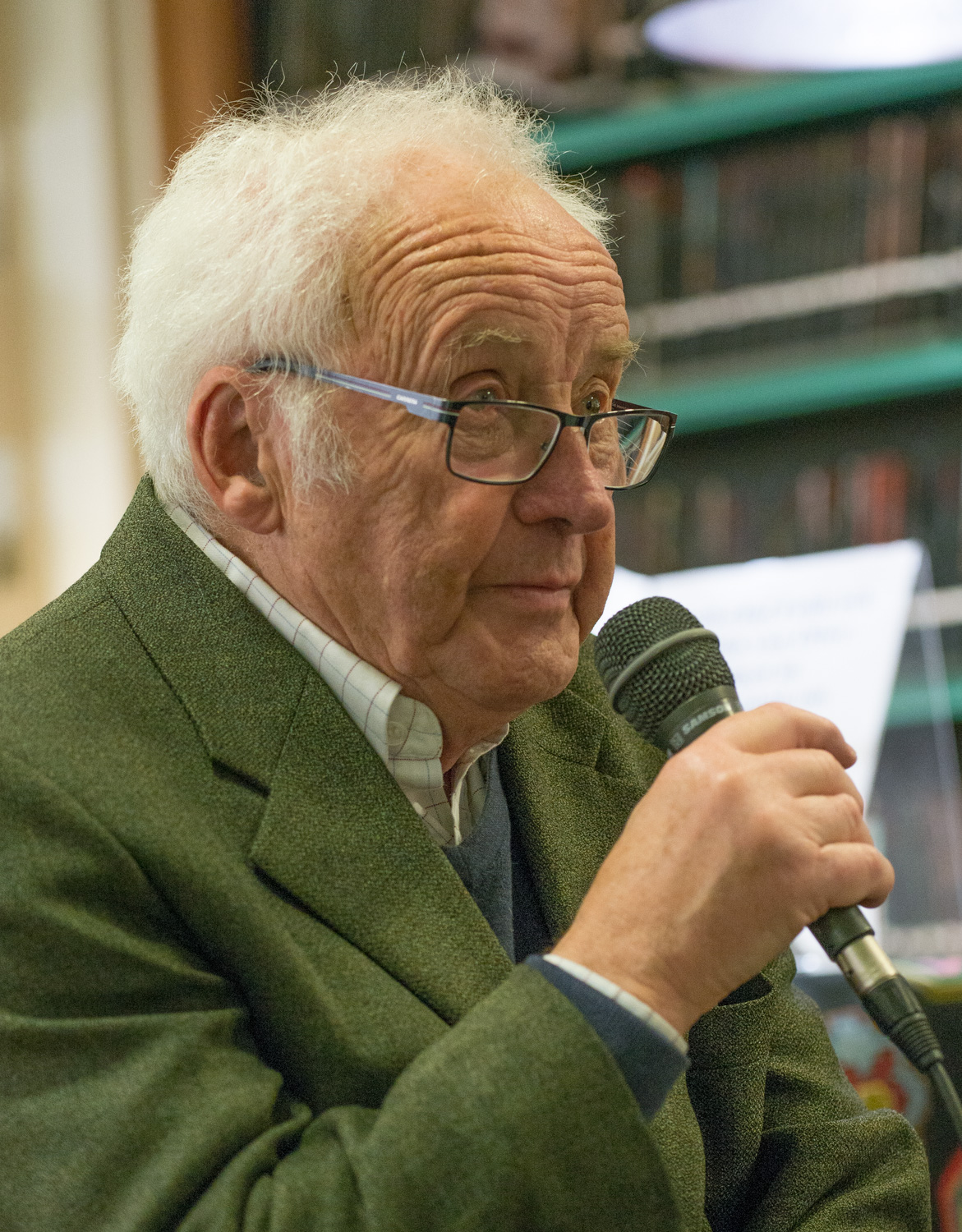
Kjell-Olof Feldt (2016).

### Novemberrevolutionen
1980-talet blev också årtiondet där det skapades en snabb spekulationsekonomi där vinster kunde skapas över en natt. En viktig faktor bakom denna spekulationsekonomi var det som senare gick under benämningen “Novemberrevolutionen” som innebar att Riksbanken tog bort kreditregleringen hösten 1985 vilket betydde att det nu var fritt fram för bankerna att låna ut så mycket pengar de ville. Finansministern Kjell-Olof Feldt var en drivande kraft bakom denna avreglering, vilket visar hur socialdemokratin hade blivit påverkad av de nyliberala tankegångarna (se ovan). Genom att bankerna lånade ut allt mer pengar sattes det igång en väldig spekulationsekonomi som i sin tur ledde till allt högre fastighetspriser. Samtidigt ökade också inflationen kraftigt på grund av den allt högre konsumtionen som hade vållats av bankernas ökade utlåning. Den ökade utlåningen berodde även på att man kunde göra stora skatteavdrag när man lånade pengar. Med andra ord så minskade skatten ju mer man lånade vilket gjorde det väldigt attraktivt att låna pengar.
Sveriges statministrar 1945-1989

### 90-talskrisen
Den stigande inflationen blev särskilt allvarlig runt 1990 när inflationen i Sverige ökade mer än i andra länder vilket ledde till att svenska företag tappade konkurrensfördelar gentemot företag från andra länder. Därför tog regeringen hösten 1990 beslutet att prioritera låg inflation före låg arbetslöshet vilket kan ses som ett trendbrott i den ekonomiska politiken eftersom politikerna inte längre prioriterade att hålla arbetslösheten nere. I den följande 1990-talskrisen använde staten 100 miljarder kronor för att rädda bankerna, 250 000 människor blev arbetslösa och 90 000 företag gick i konkurs. En effekt av den ekonomiska krisen var att det gjordes nedskärningar i trygghetssystemen. En annan effekt var att socialdemokraterna fick ett svårt utgångsläge under valrörelsen 1991. Samtidigt seglade det nybildade partiet Ny demokrati upp som blev en magnet för missnöjda grupper och som tydligt placerade sig till höger på den politiska skalan. Partiets profilfrågor var sänkta skatter, en starkt minskad offentlig sektor samt minskad invandring. Även på andra sätt märktes en förskjutning till höger. Kristdemokratiska samhällspartiet (KDS), som hade bildats 1964, kom in som ett nytt parti i riksdagen samtidigt som Miljöpartiet åkte ut vilket försvagade vänstersidan. Med Carl Bildt som statsminister bildades en borgerlig regering bestående av Moderaterna, Folkpartiet, Centerpartiet och Kristdemokratiska samhällspartiet som dock var en minoritetsregering som fick stöd av Ny demokrati. Den huvudsakliga agendan blev att sänka skatterna och avreglera samtidigt som valfrihet och individen skulle stå starkare i fokus, vilket uppfattades som ett "systemskifte".

## Sport
På herrsidan hade Sverige stora framgångar genom Björn Borg på tennisbanorna och Ingemar Stenmark i utförsåkningspisterna. Sveriges herrlandslag i bandy lyckades 1981 för första gången vinna VM-guld, vilket skedde i det dåvarande Sovjetunionen. Svenska ishockeylandslaget vann i och med VM-segern 1987 i Wien sitt första VM-guld sedan 1962.
På damsidan hade Sverige bland annat Ulrika Knape i simhopp under 1970-talet. På trampolinen vann hon OS-guld 1972 i München, VM-guld 1973 i Belgrad samt EM-guld 1974 i Wien, och i svikthopp vann hon EM-guld 1974. I orientering var Annichen Kringstad en svenska i världseliten under 1980-talet. Brottaren Frank Andersson hade också en del internationella framgångar med tre VM-guld (1977, 1979 och 1982). Skridskoåkaren Tomas Gustafson tog guld både på 5 000 meter och silver 10 000 meter vid Olympiska vinterspelen 1984 i Sarajevo, samt guld på båda dessa distanser vid 1988 års vinterspel i Calgary.